# Sdraiato su una nuvola
Sdraiato su una nuvola/Sentado en una nube è il quarto album del cantautore italiano Gianluca Grignani, pubblicato nel 2000.

## Tracce

### Sdraiato su una nuvola
1. Speciale - 4:59
2. Mrs. Noia - 4:03
3. Le mie parole - 4:50
4. Sdraiato su una nuvola - 5:03
5. La libertà - 4:30
6. Sincero e leggero - 3:24
7. Mr. Futuro - 5:26
8. Una cosa strana - 4:26
9. Il cielo sopra Il 2000 - 4:34
10. Quella per me - 4:07
11. Controtempo - 4:41

### Sentado en una nube
1. Especial - 4:59
2. Mrs. Noia - 4:03
3. Mis Palabras - 4:40
4. Sdraiato Su Una Nuvola - 5:03
5. La Libertad - 4:30
6. Sincero E Leggero - 3:24
7. Mr. Futuro - 5:26
8. Una Cosa Extraña - 4:26
9. Il Cielo Sopra Il 2000 - 4:34
10. La Que Es Para Mi - 4:07
11. Controtempo - 4:41
12. Speciale - 4:59
13. Le Mie Parole - 4:50
14. La Libertà - 4:30
15. Una Cosa Strana - 4:26
16. Quella Per me - 4:07

## Formazione
- Gianluca Grignani – voce, chitarra acustica, chitarra elettrica
- Fabio Massimo Colasanti – mandolino, programmazione, chitarra elettrica
- Cesare Chiodo – basso
- Alfredo Golino – batteria
- Pippo Guarnera – organo Hammond
- Rosario Jermano – percussioni
- Umberto Iervolino – tastiera, programmazione, organo Hammond, pianoforte
- Luca Scarpa – pianoforte
- Arturo Valiante – organo Hammond, programmazione, pianoforte

## Classifiche
| Classifica (2000) | Posizione massima |
| ----------------- | ----------------- |
| Italia            | 5                 |
| Svizzera          | 85                |